# Perkins-Canyon
Der Perkins-Canyon ist eine Schlucht im westantarktischen Marie-Byrd-Land. Der Canyon liegt an der Nordseite der Wisconsin Range der Horlick Mountains am Kopfende des Quonset-Gletschers zwischen dem Ruseski Buttress und dem Mount LeSchack.
Der United States Geological Survey kartierte ihn anhand eigener Vermessungen und mittels Luftaufnahmen der United States Navy zwischen 1959 und 1960. Das Advisory Committee on Antarctic Names benannte ihn 1962 nach dem Geophysiker David M. Perkins, der zur Besetzung auf der Byrd-Station im antarktischen Winter 1961 gehört hatte.